# Veľký Choč
Veľký Choč je nejvyšším vrcholem pohoří Chočské vrchy na Slovensku. Viditelný je už od Štrby a z celé dolní Oravy. Vrchol je turisticky velmi vyhledávaný. Má tvar nepravidelné pyramidy s početnými skalními partiemi. Z vrcholu Veľkého Choče je vynikající kruhový výhled. Jeho vrchol je porostlý kosodřevinou, od Valaské Dubové stoupají jeho svahy poměrně mírně. Ze severu naopak převládají strmé stráně. Na vrcholu se nachází přírodní rezervace Choč, do které spadají i některé menší vrcholy: Predný Choč, Malý Choč, Stredný Choč a Zadný Choč, ale také další kopce jako například Kýčera, Sokol a jiné.

## Přístup

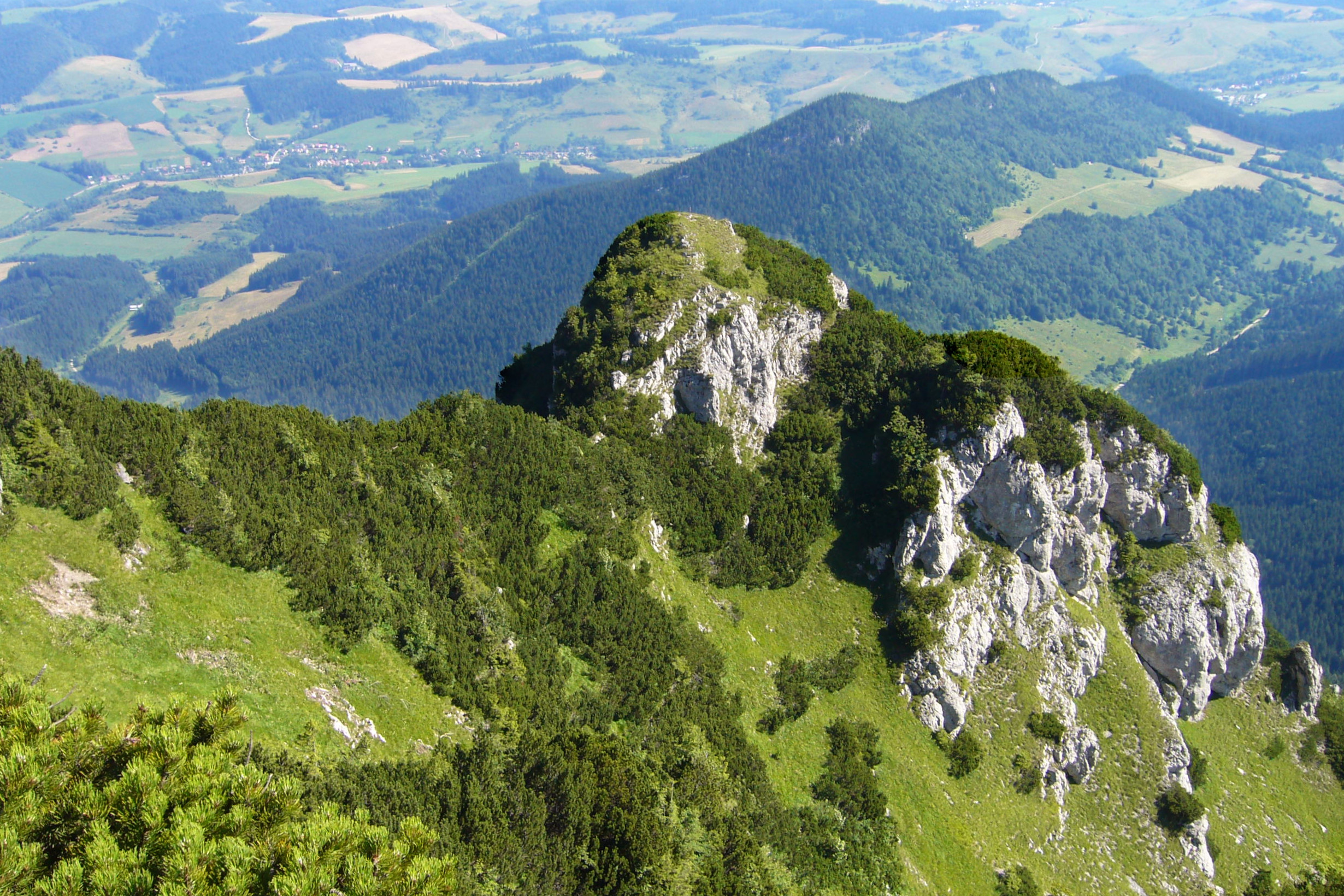
Skalní útvar Krazův zub na úbočí Vekého Choče

Veľký Choč je oficiálně přístupný po čtyřech cestách:
- červeně značená trasa vede z Lúček po cestě na Oravu, potom Jastrabou dolinou přes polanu Žimerová do sedla Vráca (mezi Veľkým a Malým Chočem) a na vrchol (2:25 h)
- z Likavky se dá jít po červené nebo modré značce (přes Predný Choč nebo podél něj) až do sedla Spuštiak, odtud po modré značce na Poľanu, ze které se jde po zelené značce na vrchol (3:35 h)
- z Valaské Dubové po modře značené trase na Poľanu a po zelené značce na vrchol (2:35 h)
- z Vyšného Kubína po zeleně značené stezce (přes Poľanu) nebo po červené (3 h, resp. 3:30 h)

## Umění
Vrchol byl opěvován mnoha básníky, mezi jinými také Pavlem Országhem Hviezdoslavem, který pocházel z Vyšného Kubína, ležícího přímo pod Chočem. Choč je považovaný za jeden z nejhezčích vrcholů Slovenska.
Hora byla vyobrazena na rubu bankovky o nominální hodnotě 10 Kčs, která byla v oběhu v letech 1986–1993. Na jejím líci byl zobrazen Pavol Országh Hviezdoslav.